# Mitrobarzane
Mitrobarzane  (latino : Mithrobarzanes, greco: Μιθροβαρζάνης) (fl. I secolo a.C.) è stato un generale armeno durante la terza guerra mitridatica.
Generale di Tigrane I, re d'Armenia, Mitrobarzane fu il primo cortigiano che osò informare il suo re dell'avvicinarsi di Lucullo. Con circa 2.000 cavalieri e di un numeroso corpo di fanteria fu mandato incontro al nemico, con l'ordine di schiacciare l'esercito romano, e fare prigioniero il generale romano. Mitrobarzane molto probabilmente non condivideva la folle fiducia del suo sovrano, ma in ogni caso avanzò per contrastare Lucullo, ma fu avvistato dalla avanguardia dei Romani comandati da un certo Sestilio e fu facilmente sbaragliato; con lui morì anche la maggior parte delle sue truppe .